# GK Katrineholmsgymnasterna
GK Katrineholmsgymnasterna är en gymnastikklubb i Katrineholm som grundades i slutet av 1931. 
Från början hette föreningen ABF:s Gymnastikklubb men bytte namn till GK Katrineholmsgymnasterna år 1987.
Ända ifrån starten hade föreningen sina träningar i Duveholmshallen.